# Податкові правовідносини
Податкові правовідносини — організаційно-майнові суспільні відносини, які складаються між державою/територіальною громадою та платниками податків й іншими особами з приводу встановлення, введення і справляння в дохід держави (територіальної громади) податкових платежів, здійснення податкового контролю та притягнення до відповідальності за вчинення податкового правопорушення.
Податкові правовідносини, маючи комплексний і багатоаспектний характер, виникають на основі норм податкового права, як форма їх реалізації, носять владний характер, виражають публічні інтереси, які тісно переплетені з приватними інтересами, складаються і розвиваються в сфері податкової діяльності держави та територіальних громад. Однією з сторін в податкових правовідносинах завжди є публічний суб’єкт (держава чи територіальна громада безпосередньо, або в особі уповноважених органів). Саме ці риси податкових правовідносин дозволяють характеризувати їх як публічно-правові відносини зі всіма особливостями, які властиві публічним правовідносинам.
Податкові правовідносини виникають в процесі перерозподілу національного прибутку та носять майновий характер. Як майнові блага в податкових правовідносинах виступають грошові кошти. В рамках податкових правовідносин ці кошти переходять від різних суб’єктів до держави чи територіальної громади. Податкові правовідносини є неоднорідними, серед них виділяють матеріальні і процесуальні правовідносини. В рамках матеріальних податкових правовідносин безпосередньо відбувається рух фінансових ресурсів від одних суб’єктів в розпорядження інших. Процесуальні податкові правовідносини – це ті, які забезпечують реалізацію матеріальних податкових правовідносин. Вони виникають в зв’язку з обчисленням сум податків, здійсненням податкового контролю, притягненням до податкової відповідальності. Ці відносини в точному розумінні поняття не є майновими, оскільки не опосередковують рух фінансових ресурсів. Однак кінцевою їхньою метою є рух грошових коштів, а саме переміщення фінансових ресурсів від одних суб’єктів до інших. У зв’язку з цим, податкові правовідносини у всій їхній сукупності можуть бути охарактеризовані як майнові та пов’язані з ними немайнові (організаційні) правовідносини.
Податкові правовідносини мають вольовий характер, оскільки податкова норма є реалізацією волі держави (територіальної громади) і обумовлена її інтересами. Будь-яке правовідношення здійснюється через поведінку його суб’єктів. Поведінка платника податків як суб’єкта податкових правовідносин закріплює за ним роль зобов’язаної особи, але у зв’язку з цим вони і є вольовими. В більшості випадків, коли суб’єкт податкового правовідношення отримує право здійснити певну дію, норма права фактично зобов’язує його до її здійснення, як правило, це стосується податкових органів. Платник податків має право, але не обов’язок оскаржити дії податкового органу, але право податкового органу здійснювати податковий контроль одночасно є його обов’язком. Відповідно, встановлене в законі право держави чи державного органу має імперативний характер, а свобода платника податків досить обмежена, хоча, податково-правові норми можуть регулювати деякі форми угод. Наприклад, надання розстрочення чи відстрочення грошових зобов’язань можливе за рішенням уповноваженого органу і на основі договору. Імперативність податкових правовідносин проявляється у фактичній нерівності сторін.
Важливими особливостями податкових правовідносин є їх цільова системність, формальна визначеність та забезпечення державним примусом . Характерною рисою податкових правовідносин є умови та підстави їх виникнення, зміни та припинення. 